# Kluky (powiat Kutná Hora)
Kluky – gmina w Czechach, w powiecie Kutná Hora, w kraju środkowoczeskim.
1 stycznia 2017 gminę zamieszkiwało 485 osób, a ich średni wiek wynosił 42,7 roku.